# Galbella capeneri
Galbella capeneri es una especie de escarabajo del género Galbella, familia Buprestidae. Fue descrita científicamente por Cobos en 1953.